# Långhundra landsfiskalsdistrikt
Långhundra landsfiskalsdistrikt var 1918–1941 ett landsfiskalsdistrikt i Stockholms län, bildat den 1 februari 1918, en månad efter Sveriges indelning i landsfiskalsdistrikt trädde i kraft den 1 januari 1918, enligt beslut den 7 september 1917. Anledningen till att detta landsfiskalsdistrikt inte bildades den 1 januari 1918 fanns i beslut från den 14 januari och den 1 februari 1918. Landsfiskalsdistriktet upphörde den 1 oktober 1941 (genom kungörelsen 28 juni 1941) när Sverige fick en ny indelning av landsfiskalsdistrikt. Av dess ingående områden överfördes kommunerna Gottröra, Husby-Långhundra, Lagga, Östuna, Skepptuna och Vidbo till Knivsta landsfiskalsdistrikt och kommunerna Lunda, Markim och Skånela till Vallentuna landsfiskalsdistrikt.
Landsfiskalsdistriktet låg under länsstyrelsen i Stockholms län.

## Ingående områden
Distriktet bestod under hela dess existens av samma område:
Långhundra härad:
- Gottröra landskommun
- Husby-Långhundra landskommun
- Lagga landskommun
- Östuna landskommun

Seminghundra härad:
- Lunda landskommun
- Markims landskommun
- Skepptuna landskommun
- Skånela landskommun
- Vidbo landskommun